# Stephan Joho
Stephan Joho (* 5. September 1963 in Bremgarten) ist ein ehemaliger Schweizer Radrennfahrer und Radsporttrainer.
Stephan Johos sportlicher Werdegang begann als Radballer beim VMC Wohlen. Seine internationale Karriere als Rennfahrer startete bei den Olympischen Sommerspielen 1984 in Los Angeles. Dort nahm er auf der Bahn am Punktefahren (im Finale ausgeschieden) und der Einerverfolgung (21.) teil.
Von 1986 bis 1992 war Joho als Profi hauptsächlich auf der Strasse aktiv. Mit 32 Siegen gehörte er in dieser Zeit zu den erfolgreichsten Schweizer Rennfahrern. Er errang drei Etappensiege beim Giro d’Italia, zwei Etappensiege bei der Tour de Romandie, trug insgesamt acht Tage lang das Führungstrikot bei der Tour de Suisse und siegte einmal in der Punktewertung dieser Rundfahrt. 1986 gewann er die Aragon-Rundfahrt und 1989 den Grand Prix Pino Cerami, 1988 belegte er den vierten Rang bei Paris–Roubaix. Mehrfach startete er bei Weltmeisterschaften auf der Strasse und der Bahn. 1990 siegte er in der Schellenberg-Rundfahrt. 1991 gewann er gemeinsam mit seinem Jugendfreund Werner Stutz das Zürcher Sechstagerennen.
Von 2009 bis 2011 betreute Stephan Joho die Schweizer Nationalmannschaft Strasse (U23).